# Générations de dirigeants chinois
Les générations de dirigeants chinois sont un concept utilisé par les historiens pour caractériser des périodes distinctes de la direction du Parti communiste chinois (PCC) et, par extension, des changements successifs dans l'idéologie du PCC. Les historiens ont étudié diverses périodes du développement du gouvernement de la République populaire de Chine (RPC) en se référant à ces "générations".
Depuis Deng Xiaoping, le principe de génération veut que chaque génération montant dans la hiérarchie prenne la place de la précédente et laisse la place à la suivante.

## Origine
Peu après les manifestations et le massacre de la place Tian'anmen en 1989, Deng Xiaoping a prononcé un discours dans lequel il désignait Mao Zedong, lui-même et Jiang Zemin comme les « noyaux » respectifs de la première, de la deuxième et de la troisième génération de dirigeants. Cette méthode de division des générations de dirigeants chinois est devenue populaire. Le politologue Joseph Fewsmith affirme que cette division « déforme l'histoire » car Mao et Deng appartenaient à la même génération, étant tous deux des vétérans de la guerre civile chinoise, et que Jiang pourrait être considéré comme appartenant à la deuxième génération.
L'équivalent le plus proche du terme « génération de dirigeants » utilisé officiellement en Chine est « collectif de dirigeants » (par exemple : « collectif de dirigeants de la première génération »). Deng a utilisé le terme « noyau » pour légitimer la nomination inattendue de Jiang au poste de secrétaire général et pour souligner la nature collective de la direction. Frederick Teiwes affirme que l'application par Deng du concept de direction collective aux première et deuxième générations est historiquement inexacte.
La transition entre les générations et les principaux dirigeants n'est pas toujours évidente lorsque l'autorité est divisée entre les générations. Lorsque Jiang est devenu secrétaire général en 1989, Deng - grâce à son énorme prestige - a continué à détenir une autorité suprême incontestée. Jiang, à son tour, est resté président de la Commission militaire centrale après avoir été remplacé au poste de secrétaire général par la « quatrième » génération, Hu Jintao. Les étiquettes générationnelles officielles ne sont pas toujours utilisées. L'expression « quatrième génération de dirigeants » a cessé d'être utilisée officiellement au cours de l'été 2002, peu avant que cette génération ne prenne le pouvoir. De même, l'expression « cinquième génération de dirigeants » n'a pas été utilisée officiellement jusqu'en 2003.
Le chef du parti (le secrétaire général, anciennement président) dirige le collectif, qui comprend généralement le comité permanent du Politburo.
| Génération | Dirigeant              | Début | Fin  | Idéologie                  |
| ---------- | ---------------------- | ----- | ---- | -------------------------- |
| Première   | Mao Zedong Hua Guofeng | 1949  | 1978 | Pensée de Mao Zedong       |
| Deuxième   | Deng Xiaoping          | 1978  | 1989 | Théorie de Deng Xiaoping   |
| Troisième  | Jiang Zemin            | 1989  | 2002 | Trois représentations      |
| Quatrième  | Hu Jintao              | 2002  | 2012 | Développement scientifique |
| Cinquième  | Xi Jinping             | 2012  |      | Pensée de Xi Jinping       |

## Liste des générations

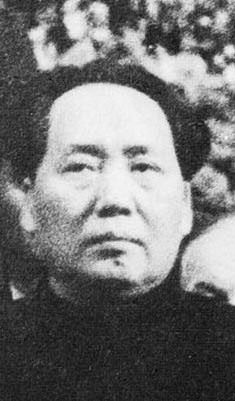
Mao Zedong, dirigeant suprême de la chine et symbole de la première génération.

### Première génération
La première génération était issue des vétérans de la période révolutionnaire, dont la plupart avaient travaillé en étroite collaboration avec les forces armées ou en avaient fait partie. Les relations étroites et l'expérience politico-militaire partagée ont facilité l'intervention des dirigeants civils dans les affaires militaires et vice versa, de sorte que la ligne de démarcation entre les dirigeants civils et militaires est restée floue, même si une plus grande spécialisation s'est développée.
Mao Zedong a été le dirigeant suprême depuis la fondation de la RPC en 1949 jusqu'à sa mort en 1976. Son règne n'a pas été entravé par une direction collective. Mao exerçait un pouvoir incontesté sur le parti-État, y compris une autorité unilatérale pour décider de la politique, de la loi et des nominations politiques. Teiwes suggère que la position de Mao était assurée par le fait qu'il était un symbole révolutionnaire ; les autres dirigeants ne pouvaient pas s'opposer à Mao sans compromettre leur propre image en tant que révolutionnaires. Cette autorité ne fut limitée qu'après l'échec du grand bond en avant et la margnisalition de Mao par Liu Shaoqi et le reste du parti.
Les postes de direction étaient principalement occupés par des associés de Mao issus de la Longue Marche et d'autres vétérans de la guerre civile, dont, à divers moments, Zhou Enlai, Zhu De, Liu Shaoqi, Chen Yun, Deng Xiaoping, Peng Dehuai et Lin Biao.
Avec la disparition de Liu, Mao a promu Lin Biao au rang d'adjoint, et il a promu la « Bande des quatre » à celui d'alliés de confiance. Lin n'est cependant plus très populaire et meurt en 1971 en tentant de s'enfuir en Union soviétique. La Bande des Quatre, composée de Jiang Qing (Madame Mao) et de trois autres membres promus de façon météorique à la fin des années 1960, a été le seul membre de la première génération de dirigeants à rester en place après la mort de Mao en 1976. Leur disparition est survenue peu après, à la suite d'un coup d'État politique mené par ce qui est devenu la deuxième génération de dirigeants.
Parmi les autres membres identifiés ci-dessus, Chen Yun a été mis à l'écart dès le début des années 1960, a perdu son poste au sein du parti en 1969, mais a survécu pour jouer un rôle influent dans la deuxième génération de dirigeants. Peng Dehuai a été dénoncé en 1959, a fait un bref retour au gouvernement en 1965, mais a été détenu par les gardes rouges à partir de 1966 et est mort en prison des suites de tortures et de mauvais traitements en 1974. Deng Xiaoping, le noyau de la deuxième génération de dirigeants, a également joué un rôle clé dans la première génération à divers moments, principalement en tant qu'allié de Zhou et de Peng, mais il a été exclu du gouvernement en 1976 et est resté à l'écart au moment de la mort de Mao.

### Deuxième génération
La mort de Mao, Zhou et Zhu en 1976 et, peu après, le coup d'État qui a abouti à l'arrestation de la Bande des Quatre, ont marqué le début de l'ère que l'on appelle aujourd'hui la « deuxième génération » de dirigeants. L'ère a commencé avec Hua Guofeng comme successeur de Mao, mais sa position a été rapidement éclipsée par l'ascension de Deng Xiaoping en tant que dirigeant suprême, position qu'il a conservée au moins jusqu'en 1989, date à laquelle il a démissionné de ses fonctions de dirigeant. Pendant cette période, l'essentiel du pouvoir et de l'influence était détenu par un groupe de vétérans du parti, connu sous le nom des Huit Immortels, dont les principaux membres étaient Li Xiannian et Chen Yun, ainsi que Deng. Tous avaient plus de 40 ans d'expérience politique.

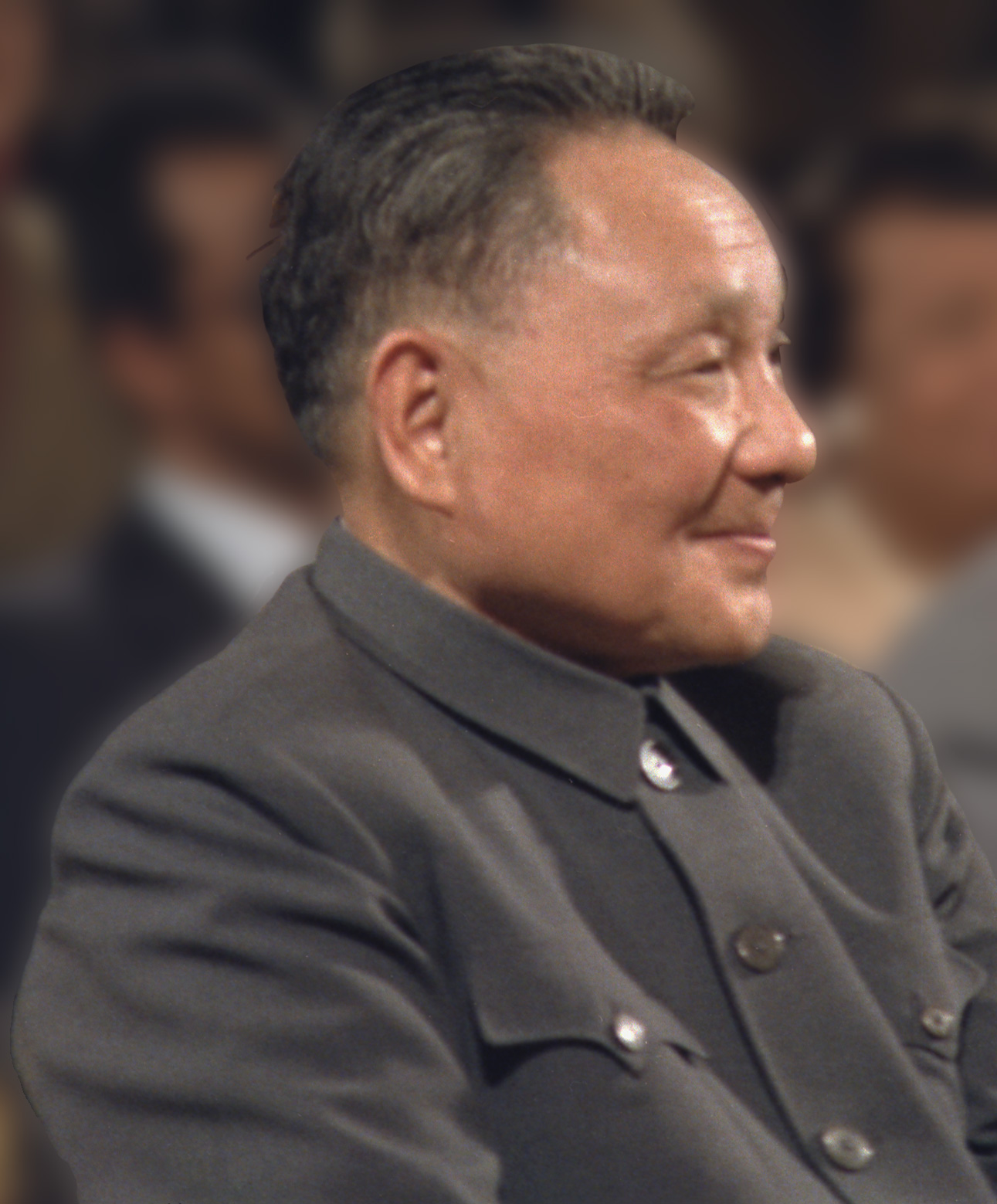
Deng Xiaoping, dirigeant de la seconde génération.

Ainsi, dans le discours officiel, la deuxième génération de dirigeants a duré de 1976 à 1992. Le discours officiel du PCC identifie aujourd'hui Deng Xiaoping comme le « noyau » de cette deuxième génération, mais Deng n'a jamais été officiellement le chef du parti pendant cette période. Les dirigeants officiels du parti ont été successivement Hua Guofeng, Hu Yaobang, Zhao Ziyang et Jiang Zemin. D'autres dirigeants importants de cette génération étaient Chen Yun, Li Xiannian, Ye Jianying, Peng Zhen et Wang Zhen. Ces dirigeants ont également participé à la révolution chinoise, mais à l'exception de Deng Xiaoping, ils ont joué un rôle moins important, car ils sont tous nés entre 1897 et 1921 (c'est-à-dire que certains sont nés après la chute de l'empire Qing lors de la révolution Xinhai). Comme la première génération, nombre d'entre eux ont fait leurs études à l'étranger, en particulier en France, et leur jeunesse a été semblable à celle de la première génération. La plupart d'entre eux ont occupé une position d'autorité pendant la révolution culturelle, bien qu'en règle générale, ceux qui ont détenu le pouvoir après les années 1980 aient été purgés au cours de cette décennie. Cette génération s'est détournée de la lutte des classes et des idéologies communistes pour se concentrer sur le développement économique et la réforme économique chinoise. L'idéologie politique dominante de l'époque était la théorie de Deng Xiaoping.
La transition vers la troisième génération de dirigeants a commencé avec les manifestations et le massacre de la place Tiananmen en 1989. Les purges qui ont suivi ont conduit à la promotion de ce qui est devenu la troisième génération de dirigeants. Peu après, Deng a démissionné de son dernier poste important au sein du parti, en tant que président de commission militaire centrale, bien qu'il soit resté influent dans les coulisses jusqu'à sa mort en 1997.

### Troisième génération
Entre 1989 et 1992, Jiang Zemin était considéré comme une simple figure de transition destinée à protéger le parti d'une vacance du pouvoir (voire d'un effondrement de type bloc de l'Est) jusqu'à ce qu'un gouvernement plus stable succédant à Deng Xiaoping puisse être mis en place. Pour cette raison, l'ère de la « troisième génération » n'est pas considérée comme ayant commencé avant 1992, avec l'élection du nouveau comité permanent du Politburo du PCC et la consolidation du pouvoir de Jiang sans Deng. Le secrétaire général du PCC, Jiang Zemin, a alors joué un rôle important entre 1989 et 2002, lorsqu'en tant que président chinois, il a subverti la constitution existante et transformé la présidence d'un rôle symbolique en un rôle exécutif grâce à son pouvoir de secrétaire général.

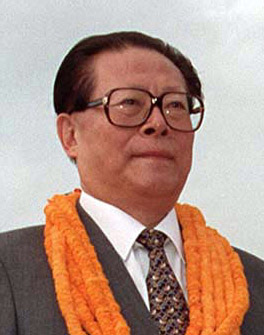
Jiang Zemin, "noyeau" de la troisième génération

Ainsi, la « troisième génération » a duré de 1992 à 2002, avec Jiang Zemin comme noyau, et d'autres dirigeants comme Li Peng, Zhu Rongji, Qiao Shi, Li Ruihuan, Liu Huaqing, Hu Jintao, Wei Jianxing, et Li Lanqing. Ces dirigeants sont nés avant la révolution de 1924 à 1934, mais ont été éduqués après, avant la scission sino-soviétique. La plupart d'entre eux ont reçu une formation d'ingénieur en Union soviétique et sont entrés au parti en tant que directeurs d'usine. Par conséquent, nombre d'entre eux n'ont pas exercé de pouvoir politique significatif avant les années 1980, passant leur temps, pendant la révolution culturelle et ses suites, à travailler pour l'infrastructure civile de l'État et ont été protégés des purges, contrairement à leurs prédécesseurs. Contrairement à leurs prédécesseurs, il existe une scission entre les dirigeants politiques et militaires. Leurs expériences formatrices comprennent la deuxième guerre sino-japonaise et la guerre de Corée. Cette génération a poursuivi le développement économique tandis que la Chine voyait émerger divers problèmes sociaux graves. L'innovation idéologique politique officiellement associée à cette période est celle des "trois représentations" de Jiang. C'est à cette époque de Wang Hunning devient l'architecte des idéologies chinoises, poste qu'il occupe toujours sous Xi Jinping.
Les premiers membres de la troisième génération étaient pour la plupart des survivants d'avant 1989, notamment Jiang Zemin, Li Peng (qui est resté premier ministre), Qiao Shi et Li Ruihuan. Des changements notables ont été apportés à la direction du pays avec l'accession de Zhu Rongji au poste de premier ministre à la place de Li Peng en 1998 et l'accession de Hu Jintao à la vice-présidence. Pour la première fois depuis 1982, les trois centres de pouvoir que sont la présidence, le secrétariat général du parti et la présidence de la commission militaire centrale étaient concentrés en une seule personne, Jiang Zemin. Cela lui a permis de se déclarer le "noyau" de la troisième génération de dirigeants.
Pendant cette période, Deng Xiaoping s'est retiré de tous les postes de direction, mais il est resté influent. En 1992, l'intervention informelle de Deng a permis d'éviter que les réformes orientées vers le marché ne soient interrompues par la résurgence d'éléments conservateurs. Deng a également joué un rôle important dans la nomination de Hu Jintao comme successeur de Jiang au poste de secrétaire du parti.

### Quatrième génération
L'année 2002 a été marquée par la première transition ordonnée du pouvoir au sein du parti communiste chinois, conformément aux règles relatives à la limitation des mandats. Les nouveaux dirigeants ont été élus au Politburo du parti communiste en novembre 2002 et ont pris leurs fonctions gouvernementales en mars 2003, tandis que les plus éminents de leurs prédécesseurs de la « troisième génération » se sont retirés au même moment. Mais Hu Jintao n'est devenu président de la Commission militaire centrale qu'en septembre 2004.
Le gouvernement chinois considère l'administration Hu-Wen comme la continuation de la troisième génération, et l'administration Xi-Li comme le début de la quatrième génération.

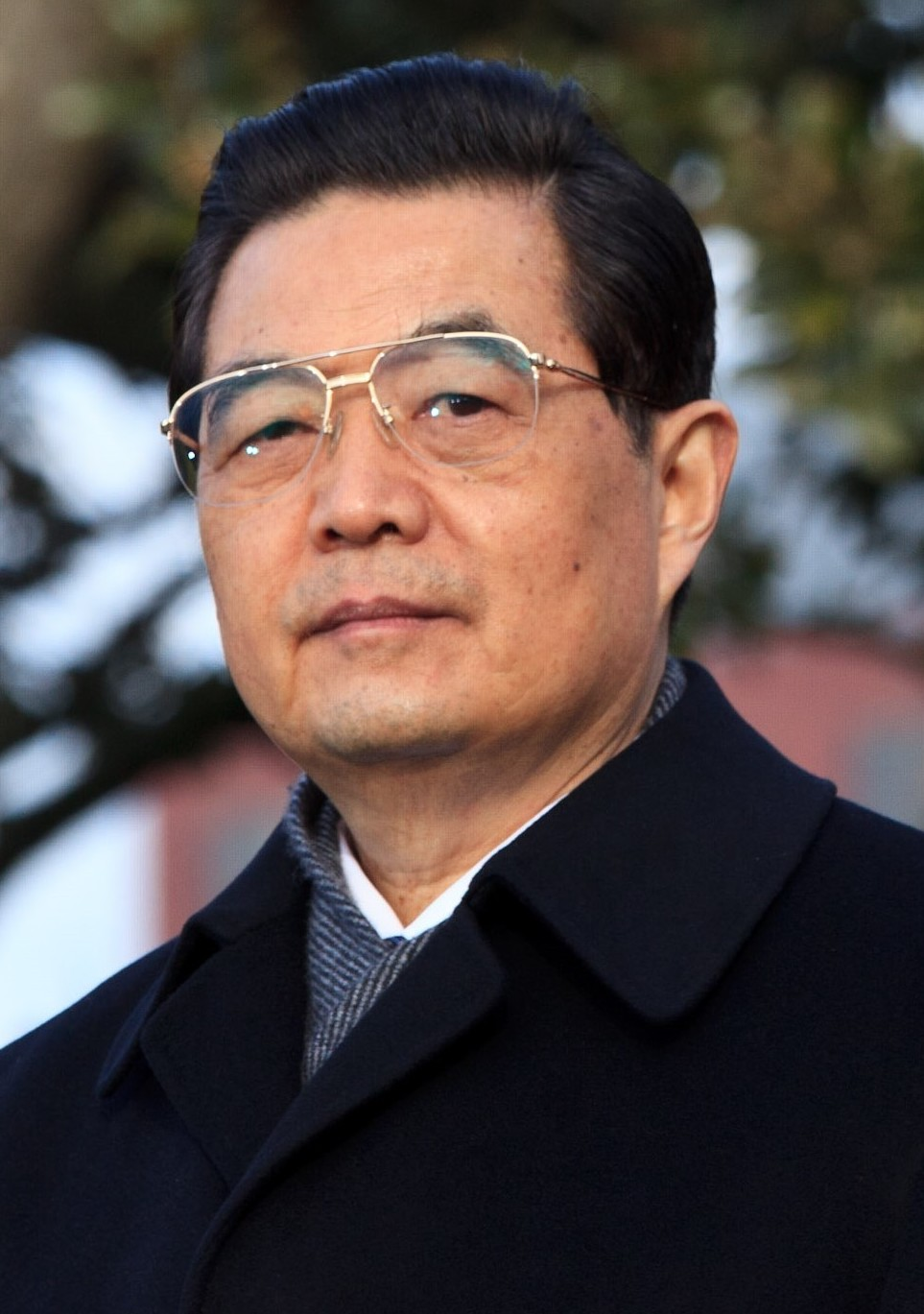
Hu Jintao, président chinois de la quatrième génération

Ainsi, l'ère de la « quatrième génération » est officiellement considérée comme ayant commencé en 2002 et a duré jusqu'en 2012, date de la prochaine élection de la direction du parti. Les principaux dirigeants étaient Hu Jintao (en tant que secrétaire général), Wu Bangguo, Wen Jiabao, Jia Qinglin, Zeng Qinghong, Huang Ju, Wu Guanzheng, Li Changchun, Luo Gan, Xi Jinping, Li Keqiang, He Guoqiang et Zhou Yongkang. Elle est également connue sous le nom de « génération républicaine ». Ces derniers ont été promus à la tête du pays lors du 16e Congrès du Parti et sont restés au pouvoir jusqu'au 18e Congrès du Parti en 2012. Cette génération de dirigeants, née principalement pendant les années de la Seconde Guerre mondiale, de 1939 à 1944, représentait un nouveau style de gouvernance technocratique et une structure politique moins centralisée. La majorité des dirigeants de cette génération étaient des ingénieurs dont la vie universitaire a été perturbée par la révolution culturelle et qui, contrairement à leurs prédécesseurs et à leurs successeurs probables, ont passé très peu de temps à l'étranger. L'idéologie politique dominante de cette époque était le concept de développement scientifique de Hu et l'objectif d'une société socialiste harmonieuse.

### Cinquième génération
La cinquième génération est arrivée au pouvoir lors du 18e congrès du parti en 2012, lorsque Hu Jintao a quitté ses fonctions de secrétaire général du PCC et de président de la CMC. Dans la cinquième génération, on trouve moins d'ingénieurs et plus de diplômés en gestion et en finance, y compris des entrepreneurs à succès. La plupart des dirigeants civils de la cinquième génération, nés dans les années d'après-guerre, de 1945 à 1955, ont fait leurs études dans les meilleures universités chinoises. La faction de la Ligue de la jeunesse communiste de l'ancien dirigeant Hu Jintao et le Parti des princes héritiers (ou « Princes rouges ») sont considérés comme les deux factions dominantes au sein de la direction.

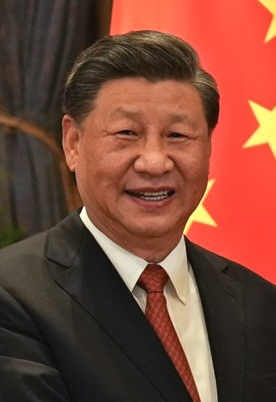
Xi Jinping, dirigeant chinois venant de la cinquième génération

Après avoir été élevé au rang de secrétaire général du Parti communiste chinois et de président de la Commission militaire centrale, qui supervise le Parti communiste chinois et l'Armée populaire de libération, le prince rouge et actuel secrétaire général du PCC Xi Jinping a succédé à Hu Jintao en tant que dirigeant suprême de cette génération. Le premier ministre Li Keqiang a pris la place de l'ancien premier ministre Wen Jiabao et a exercé ses fonctions jusqu'en 2023. Parmi les autres figures de proue de la 5e génération figurent les anciens présidents de l'assemblée Zhang Dejiang et Li Zhanshu, les présidents de la Conférence consultative politique du peuple Yu Zhengsheng et Wang Yang, les premiers secrétaires du Secrétariat Liu Yunshan et Wang Huning, l'ancien vice-président et secrétaire à la discipline Wang Qishan, l'ancien secrétaire à la discipline et actuel président du congrès Zhao Leji, les premiers vice-premiers ministres Zhang Gaoli et l'actuel vice-président Han Zheng, l'ancien vice-président Li Yuanchao, et ses principales femmes, les anciennes vice-premières ministres Liu Yandong et Sun Chunlan.
Après le 20e congrès national du PCC en 2022, le comité permanent du Politburo du PCC était composé de Xi Jinping, Li Qiang, Zhao Leji, Wang Huning, Cai Qi et Li Xi. La campagne anti-corruption de Xi Jinping a participé à une vaste purge des responsables politiques de la génération.

### Sixième génération
La sixième génération de dirigeants devait prendre le pouvoir lors du 20e congrès du parti en 2022. Toutefois, à la suite de la consolidation du pouvoir par Xi Jinping lors du 19e Congrès du Parti, l'avenir de la « sixième génération » a été remis en question, car des successeurs clairs n'ont pas été nommés aux postes de direction, en particulier au Comité permanent du Politburo. Xi Jinping a été réélu secrétaire général du Parti communiste chinois en 2022.

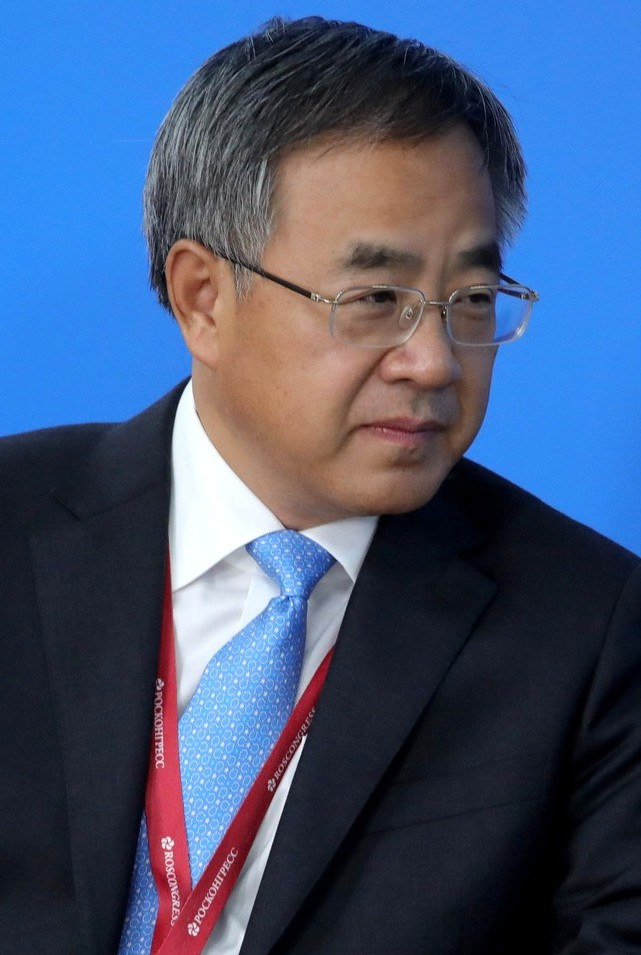
Hu Chunhua, possible dirigeant de la sixième génération

Au cours des années précédentes, Hu Chunhua (vice-premier ministre de 2018 à 2023) a été considéré par les médias comme un possible successeur issu de la sixième génération. Hu et Sun Zhengcai ont été les seuls membres du Politburo nommés lors du 18e Congrès du Parti en 2012 à être nés après 1960, mais Sun a été purgé avant le 19e Congrès du Parti et Hu a été exclu du Politburo lors du 20e. Le journal basé aux États-Unis Duo Wei Times a également énuméré les membres du Politburo qui étaient nés après 1960, et il a également cité quatre personnalités tombées en disgrâce : l'ancien gouverneur du Fujian Su Shulin, l'ancien président de la Cour populaire suprême Zhou Qiang, l'ancien secrétaire du parti du Heilongjiang Zhang Qingwei et l'ancien ministre des ressources naturelles Lu Hao. Parmi les autres membres de cette classe d'âge qui gravissent les échelons, il faut citer Zhang Guoqing (aujourd'hui vice-premier ministre) et Chen Min'er (secrétaire du parti de Chongqing, puis de Tianjin).
Ding Xuexiang est la seule personne de cette tranche d'âge à avoir accédé au Comité permanent, mais le 20e Politburo comprend huit autres membres nés entre 1960 et 1964.

### Septième génération
Nés dans les années 1970 (ou à la fin des années 1960 si l'on se base sur une définition approximative), la septième génération de dirigeants comprend Yin Yong, le maire de Pékin ; Zhong Shaojun, directeur du Bureau général de la Commission militaire centrale ; Zhuge Yujie, secrétaire adjoint du Parti du Hubei ; Liu Hongjian, secrétaire du Parti de Kunming, capitale provinciale du Yunnan ; et Guo Ningning, secrétaire du Parti de Fuzhou, capitale provinciale du Fujian et vice-gouverneur exécutif du Fujian.
Aucun dirigeant né dans les années 1970 n'a siégé comme membre à part entière du Comité central du Parti communiste chinois. À la mi-2023, la plupart des dirigeants nés dans les années 1970 occupaient des postes de vice-ministre provincial. Seuls deux d'entre eux étaient des ministres provinciaux à part entière : Li Yunze, directeur de l'Administration nationale de la régulation financière, et A Dong, premier secrétaire de la Ligue de la jeunesse communiste de Chine.